# Albert du Roy de Blicquy
Albert Aquila Alexis Maria du Roy de Blicquy, né le 12 juin 1869 à Bruxelles où il est mort le 9 septembre 1940, est un noble et militaire belge proche de la famille royale.

## Biographie
Il naît dans la noble maison du Roy de Blicquy, issue de l'aristocratie française et belge. Il est le fils de Fernand du Roy de Blicquy (1836-1913) et de Léontine d'Hanins de Moerkerke (1843-1918). En 1897, il épouse la vicomtesse Madeleine de Beughem (1870-1903), qui meurt, à l'âge de 33 ans, mère de deux enfants,.
Il fait carrière dans l'armée belge et devient aide de camp du comte de Flandre entre 1898 et 1900. En mars 1901, Albert du Roy devient officier d'ordonnance du prince Albert de Belgique. Plus tard, durant la Première Guerre mondiale, il devient attaché de la maison militaire du roi Albert Ier, bénéficiant, selon les mots du souverain, de la plus grande confiance du monarque. 
Après avoir dû évacuer Anvers le 10 octobre 1914, l’armée belge, à la tête de laquelle se trouve le roi, se retranche finalement derrière l’Yser cinq jours plus tard. Durant cette période, c'est du Roy de Blicquy que le souverain mandate afin de transmettre des messages en mains propres aux chefs militaires belges temporairement demeurés de l'autre côté du fleuve belge. 
En 1929, il fonde le Cercle hippique du Royal Étrier belge, dont il devient le président.
Albert du Roy de Blicquy meurt à Bruxelles le 9 septembre 1940, à l'âge de 71 ans.

## Honneurs et récompenses
Albert du Roy de Blicquy est :
- Belgique :
  - Aide de camp honoraire de Leurs Majestés le roi Albert Ier et le roi Léopold III,
  -  Croix de guerre,
  -  Médaille de l'Yser,
  -  Grand-croix de l'ordre de la Couronne,
  -  Grand officier de l'ordre de Léopold (en novembre 1928) ;
- Commandeur de l'ordre de Dannebrog (Danemark) ;
- Grand-croix de la Légion d'honneur (France) ;
- Commandeur de l'ordre des Saints-Maurice-et-Lazare (Italie) ;
- Chevalier grand-croix de l'ordre de la Couronne (Roumanie) ;
- Chevalier grand-croix de l'ordre d'Aviz (Portugal) ;
- Chevalier grand-croix de l'ordre de l'Éléphant blanc (Thaïlande) ;
- Grand officier avec glaives de l'ordre de Saint-Stanislas (Empire russe).

## Arts
Un portrait de lui, conservé à la Lancaster House à Londres, est peint par l'artiste britannique Herbert Arnould Olivier en février 1915.